# Lamberto di Lione
Lamberto (... – Lione, tra il 684 e il 688) è stato il 38º vescovo di Lione, vissuto nel VII secolo, ed è venerato come santo dalla chiesa cattolica.

## Biografia
Nel più antico catalogo episcopale lionese, contenuto in un evangeliario della metà del IX secolo, e redatto attorno agli anni 799-814, il nome del vescovo Lamberto compare al 38º posto tra san Genesio, morto nel mese di settembre del 678, e Godino, storicamente documentato per la prima volta nel mese di ottobre del 688.
Di Lamberto è stata scritta una Vita, databile all'inizio dell'VIII o del IX secolo, la quale tuttavia è incompleta, poiché nulla dice del periodo in cui Lamberto fu vescovo di Lione. Per questo periodo alcune informazioni sono contenute nella Vita di Ansberto, suo successore come abate di Fontenelle. Lamberto nacque da una famiglia facoltosa a Quernes, nel territorio della diocesi di Thérouanne; il padre si chiamava Erleberto, nipote di Roberto, referendario alla corte di Clotario III. Dopo i primi studi alla scuola di corte, tra l'ottobre del 664 e l'ottobre del 665 lasciò la famiglia per farsi monaco nell'abbazia di Fontenelle, dove, attorno alla metà del 668, fu eletto abate per la morte del fondatore dell'abbazia, san Vandregisilo. Come abate, fondò il monastero di Indre, nella diocesi di Nantes.
Stando a quanto racconta la Vita di Ansberto, verso la fine del 678 Lamberto fu eletto vescovo di Lione alla presenza del re Teodorico III; la sua scelta fu fatta per ispirazione divina, dopo che in un primo momento l'eletto aveva rifiutato l'incarico. Storicamente è documentato in due occasioni: nel mese di giugno del 683 sottoscrisse un privilegio di Agliberto, vescovo di Mans, a favore della badessa Adrechilde; dopo il 24 agosto 684 prese parte alla consacrazione di Ansberto, abate di Fontenelle, come successore di Audoeno sulla cattedra di Rouen. Viene attribuita a Lamberto anche una moneta d'argento, che porta il suo nome; se l'attribuzione è corretta, se ne deduce che avesse facoltà di battere moneta.
Incerta è la data della sua morte. Alcuni martirologi pongono la sua morte al 14 aprile, altri al 14 maggio. Morì prima del 30 ottobre 688, giorno in cui è documentato per la prima volta sulla cattedra di Lione il suo successore, Godino.

## Culto
La più antica attestazione del vescovo Lamberto si trova in versioni altomedievali del Martirologio geronimiano, dove la sua celebrazione è posta al 14 aprile. Dal Martirologio geronimiano la sua commemorazione passò nel Martirologio Romano redatto dal Baronio alla stessa data. L'odierno martirologio, riformato a norma dei decreti del concilio Vaticano II, ricorda il santo vescovo con queste parole: